# Beringter Zirben-Röhrling
Der Beringte Zirben-Röhrling (Suillus sibiricus subsp. helveticus), auch Helvetischer Körnchen-Röhrling genannt, ist ein Pilz aus der Familie der Schmierröhrlingsverwandten. Er wächst in Symbiose (Mykorrhiza) vor allem mit Zirbelkiefern, oft zusammen mit dem verwandten Zirben-Röhrling.

## Merkmale

### Makroskopische Merkmale

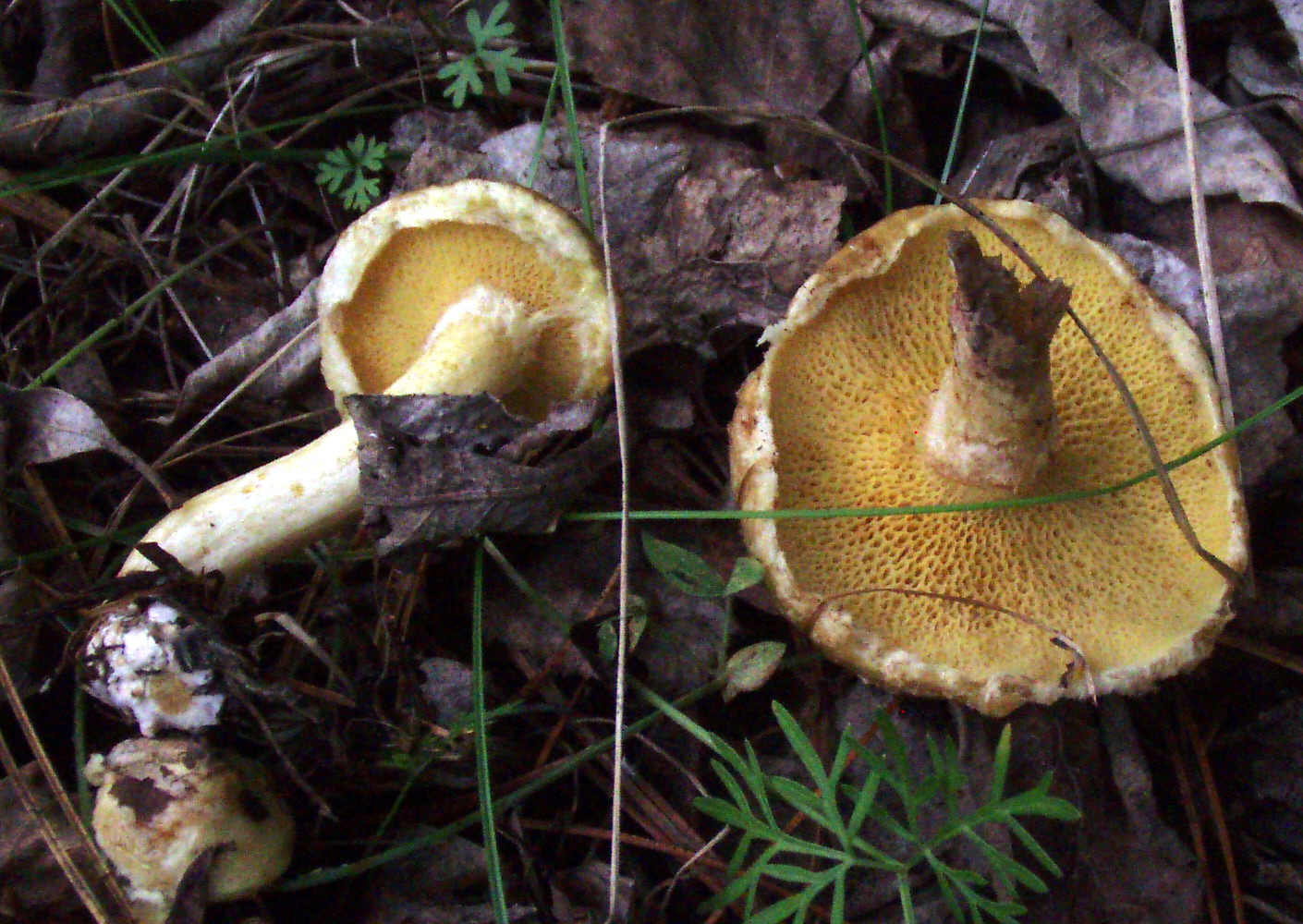
Unterseite des Beringten Zirben-Röhrlings

Der Hut des Beringten Zirben-Röhrlings hat einen Durchmesser von vier bis acht oder maximal zehn Zentimetern. Er ist zunächst halbkugelig, später polsterförmig bis ausgebreitet und stumpf gebuckelt. Manchmal ist der Rand seitlich eingedellt. Die Oberfläche ist glatt. Der Hutrand ist anfangs eingerollt und mit auffälligen weißen Velumresten behangen. Die Färbung reicht von blass- über kräftig gelb bis gelbbraun mit blassbraunen, braunen oder auch rotbraunen Flecken von verschiedener Größe.
Die Röhren sind bis etwa zehn Zentimeter lang. Sie sind am Stiel angewachsen oder laufen manchmal etwas herab. Sie sind schmutzig gelb, später blass ockerlich bis bräunlichgelb und zuletzt bräunlicholiv gefärbt. Die Poren besitzen eine länglich-eckige Form, wobei sie oft über einen Millimeter lang sind. Vor allem zum Rand hin sind sie deutlich radial ausgerichtet und laufen bis zum Ringansatz herab. Die Poren sind erst blassgelb, dann blass ocker bis ocker gefärbt. Auf Druck verfärben sie sich zunächst rotbraun, dann bräunlicholiv. Oft befinden sich an den Poren Guttationstropfen, die beim Eintrocknen weinrote bis dunkelbraune Flecken hinterlassen.
Der Stiel ist etwa drei bis acht Zentimeter lang und ein bis zweieinhalb Zentimeter breit. Er ist vollfleischig, subzylindrisch geformt und manchmal an der Basis, seltener zur Stielspitze hin, etwas verdickt. Mitunter ist er auch zur Basis hin verjüngt. Die Färbung reicht von weißlichgelb bis blass schwefelgelb, zur Basis hin bräunlich. Die weißen Drüsenpunkte, die sich auf der gesamten Stiellänge befinden, scheiden eine Flüssigkeit aus, durch die sich der Stiel später weinrot, braunrot bis kräftig braun verfärbt. Das wollige, weiße Velum ist nicht schmierig und nach dem Aufschirmen des Hutes als flüchtiger Ring ausgebildet.
Das Basalmycel ist rostfarben.
Das Fleisch ist zunächst fest, wird jedoch später weich. Im Hut ist es strohgelb bis blass schwefelgelb. Bei Verletzung verfärbt es sich manchmal rötlichbraun. Es besitzt einen leichten säuerlichen Geschmack und einen schwachen Geruch. Mit Ammoniakwasser verfärbt es sich nur im Hut stärker rosa.

### Mikroskopische Merkmale
Die Sporen messen 9,0 bis 12 mal 3,8 bis 4,5 (5,0) Mikrometer. Sie sind elliptisch bis spindelig geformt, glatt und strohfarben bis blass gelblichocker. Die Basidien sind 25 bis 35 mal 6 bis 10 Mikrometer groß, keulig geformt und viersporig. Die Cheilozystiden sind 75, manchmal 90 Mikrometer lang und 7 bis 12 Mikrometer breit. Sie sind zylindrisch, keulig oder lanzettlich geformt und stehen büschelig. Sie sind jung hyalin, später braun und dunkelbraun inkrustiert.
Die Hutdeckschicht besteht aus bis zu 5,5 Mikrometer breiten Hyphen von ockerbräunlicher Farbe. Die Stieldeckschicht besteht aus büschelig sitzenden Caulozystiden, die ähnlich wie die Cheilozystiden geformt sind. Dazwischen befinden sich hyaline Elemente, die auch als fertile Basidien ausgebildet werden sein können.

## Artabgrenzung
Der Beringte Zirben-Röhrling ist durch braun oder weinbraun gefleckten Hut, die stark ausgeprägte Velum, die Drüsenpunkte am Stiel, die großen Poren und die Mykorrhiza mit fünfnadligen Kiefernarten gekennzeichnet. Die Subsp. sibiricus besitzt dunklere Farben. Sie ist nur aus Russland (Altai), Tansania und aus den USA (Michigan) bekannt.

## Ökologie

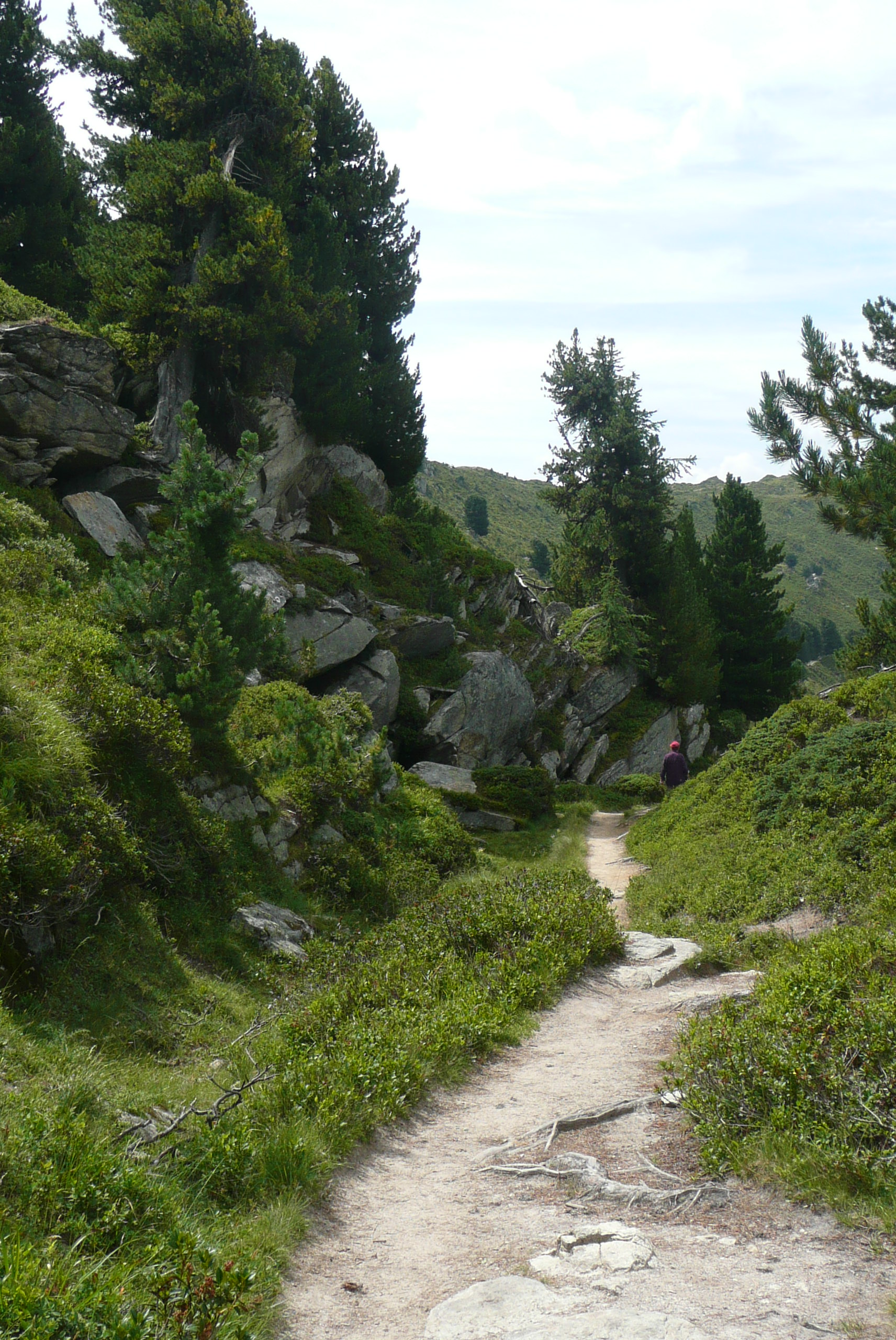
Der Beringte Zirben-Röhrling lebt vor allem zusammen mit Zirbelkiefern in Symbiose.

Der Beringte Zirben-Röhrling ist ein Mykorrhiza-Pilz, der in erster Linie mit der Zirbel-Kiefer eine Symbiose eingeht. Daneben ist er auch unter Weymouth- und der Rumelischen Kiefer zu finden. Der Pilz wächst neben den natürlichen Vorkommen seiner Mykorrhiza-Partner auch in Pflanzungen und Alleen. Oft ist er an Waldwegrändern und lichten Stellen anzutreffen, wo er auch im Gras wachsen kann. Die Fruchtkörper erscheinen von Juli bis September.

## Verbreitung
Der Beringte Zirben-Röhrling ist in Europa im Areal der Zirbel-Kiefer in Höhen von 1700 bis 2300 Metern anzutreffen. Vereinzelt wächst er auch in tieferen Regionen. So kommt er vor allem im Bereich der Alpen in Deutschland, Frankreich, Italien, Österreich und der Schweiz vor. Daneben ist er auch in der Slowakei und in Mazedonien zu finden. Vor allem in den zentralasiatischen Gebirgsregionen tritt die Subsp. sibiricus auf.

## Bedeutung
Der Beringte Zirben-Röhrling ist essbar.